# Dairo Paulos
Dairo Paulos (tiếng Ả Rập: دايرو باولس, cũng có thể được viết là Da'iro P'awlos hoặc Dahro Caulos) là một ngôi làng ở ngoại ô Thành phố Asmara, Eritrea. Tên của làng có nghĩa là "Hình của Paul" và được đặt để chỉ một cây đặc trưng của khu vực và là người sáng lập ngôi làng. Có một hồ chứa nhỏ gần thị trấn.